# Katrin Siska

Katrin Siska (Juni 2006)

Katrin Siska (Tallinn (Estland), 10 december 1983) is een Estse musicus en een van de bandleden van de meidengroep Vanilla Ninja. Ze studeert momenteel boekhouding in haar geboorteplaats en is tevens geregeld te zien als model. In haar leven speelt muziek en dans toch echter de voornaamste rol. Katrin studeerde 5 jaar piano en zong in verschillende koren. Naast piano, speelt ze keyboard en zingt ze.
- MusicBrainz: 541d2b8d-9989-4b57-8d15-57e7b389f904
- Virtual International Authority File: 7528152381801901950004